# 上海广播电视台艺术人文频道
上海广播电视台藝術人文频道，是上海广播电视台一个频道，也是中国第一家以“藝術和人文”命名的電視頻道。前身是1994年开播的上海东方电视台33频道（东视二套），后改作东视文艺频道。2010年之前，该频道一直挂东视的“红日海鸥”台标，表示该频道属于东方电视台；但从2010年起，艺术人文频道改挂上海电视台的白玉兰台标，尽管这两家电视台的建制早已被架空。该频道在停播前由上海广播电视台下属机构东方卫视中心拥有，一直避免提到“上海电视台”。2020年1月1日起，纪实频道和艺术人文频道整合调整为纪实人文频道，艺术人文频道停止播出。

## 概況
2008年1月1日，原東方電視臺文藝頻道被取消，改設本频道；原東方電視臺音樂頻道（“Channel音”）被取消，其節目資源被分別合並到已有的“新娛樂”以及新設的藝術人文频道兩個頻道當中；另外增設上海外語頻道。
2008年1月，上海廣播電視台藝術人文頻道開播。開播盛典是藝術人文頻道與文化界人士及廣大電視觀眾初次見面的盛大文化派對，余秋雨、余光中、譚盾、賈樟柯、李雲迪、羅大佑等13位名家齊聚上海，獲邀成為頻道顧問，共同見證藝術人文頻道磅礴出世。
2011年1月，艺术人文频道改版，并将口号改为“新青年、新感受”，主要受众定位为青年人，开播新青年剧场、音乐前线、万象、新青年等节目。
2014年3月15日，原有东方卫视、娱乐频道、星尚频道、艺术人文频道、七彩戏剧频道、生活时尚频道合并组建成全新的“东方卫视中心”，原有频道版面、节目带，正式转入东方卫视中心的运营系统。同时东方卫视的重要节目会在同中心旗下地面频道的电视荧屏右上角角标进行宣传，角标镜面与东方卫视的一致。
2014年7月3日，上海广播电视台宣布，旗下艺术人文频道、七彩戏剧频道、经典947频率、戏剧曲艺频率组建“公益媒体群”，将转型为不以广告创收、收视率为考核目标的公益频道。
2020年1月1日凌晨2时，艺术人文频道在与纪实频道合并后停播。当晚最后播出的节目为《2019新年音乐会》（重播）及电影《放牛班的春天》。

## 節目
- 新文艺纵览
- 纵横经典
- 可凡倾听[a]
- 今晚[b]
- 世界艺术之旅
- 艺术课堂
- 文化主题之夜
- 艺术影院
- 戏剧大舞台[c]